# Johanna van Gogh-Bonger
Johanna Gezina "Jo" van Gogh-Bonger (4 de octubre de 1862-2 de septiembre de 1925) fue una editora neerlandesa y traductora de las cartas de los hermanos Van Gogh. Fue la esposa de Theo van Gogh, marchante de arte, y cuñada del pintor Vincent van Gogh. Jugó un papel central en el crecimiento de la fama de Vincent.

## Primeros años
Johanna Gezina Bonger nació el 4 de octubre de 1862 en Ámsterdam, capital de los Países Bajos. Hija de un agente de seguros, era la quinta de sus siete hijos. La familia tenía afición por la música, solían ser anfitriones de cuartetos por las noches, lo que hizo que Johanna se convirtiera en una buena pianista. A diferencia de sus hermanas mayores, quienes ayudaban con los deberes de la casa, Johanna, una "niña alegre y animada", tenía permiso para avanzar en sus estudios, aprendiendo inglés, y ganando el equivalente de un grado universitario. Vivió algunos meses en Londres, trabajando en la biblioteca del Museo Británico.
Desde los diecisiete años mantuvo un diario personal detallado, el cual se convirtió en fuente de valiosa información sobre Vincent van Gogh. Por esos años también estuvo bajo la influencia del escritor inconformista Multatuli.

## Edad adulta

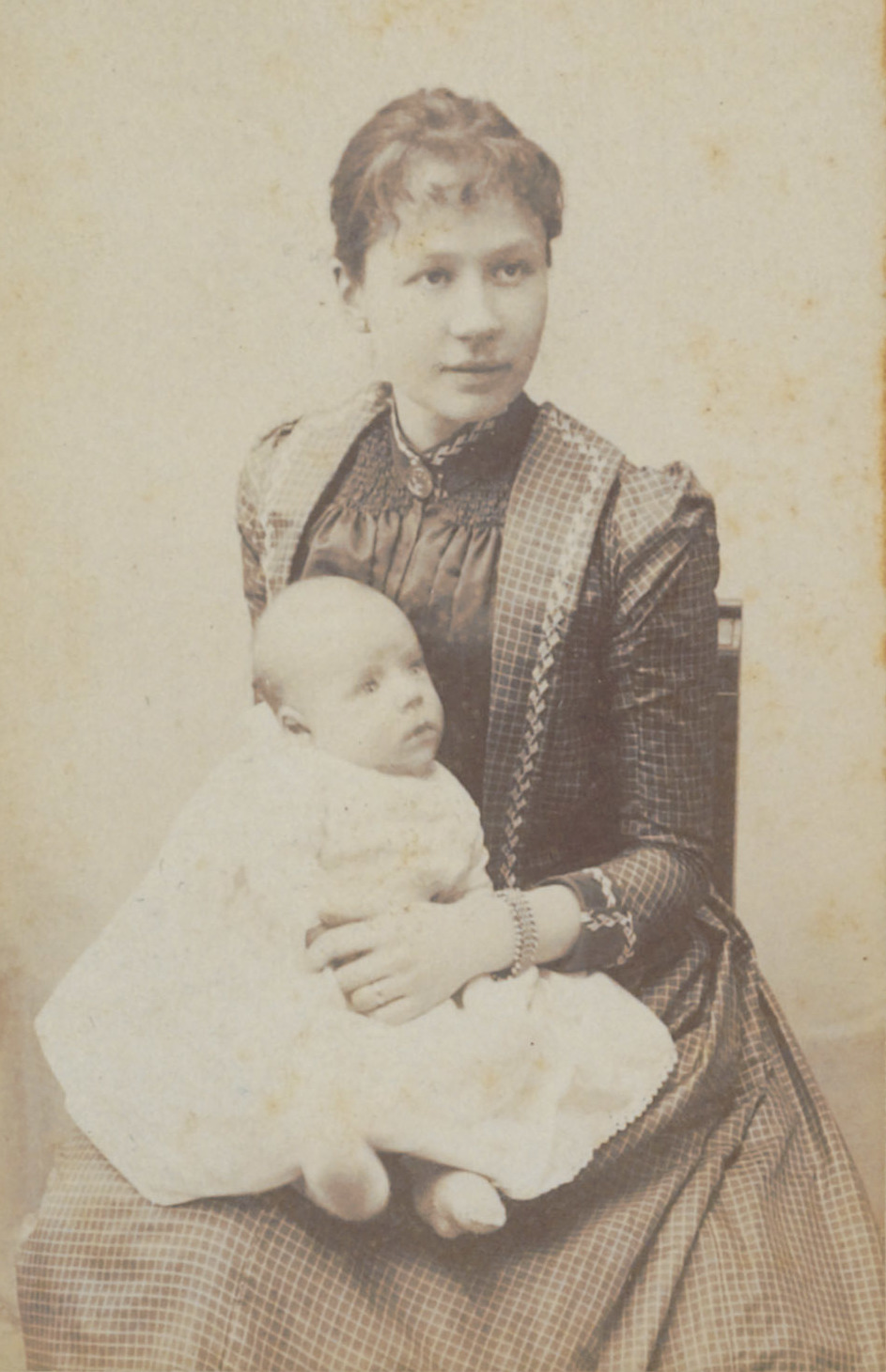
Jo con su hijo Vincent Willem en el estudio del fotógrafo Raoul Saisset, 4 Rue Frochot, París, 1890.

A los veintidós años se convirtió en profesora de inglés en una escuela de internado para chicas en Elburg; más tarde, siguió enseñando en el Instituto para Chicas en Utrecht. En esta época, cuando aún vivía en Ámsterdam, conoció a Theo van Gogh, a través de su hermano Andries. Una de las hermanas Van Gogh la describió como "inteligente y bondadosa".

### Primer matrimonio
Theo se enamoró de Johanna y al año siguiente visitó Ámsterdam para declararle su amor. Johanna, sorprendida y molesta porque un hombre que apenas conocía quisiera casarse con ella, lo rechazó. Aceptó su propuesta al año siguiente y se casaron en Ámsterdam el 17 de abril de 1889. Su hijo Vincent Willem nació el 31 de enero de 1890. Tras la muerte de Theo, en enero de 1891, Johanna quedó viuda con su hijo de apenas un año para mantener.
La herencia de Johanna consistía en un departamento en París con algunos muebles y aproximadamente 200 obras de su cuñado Vincent, por entonces sin ningún valor. A pesar de que le habían aconsejado que se deshiciese de los cuadros de Vincent, volvió a los Países Bajos, abrió una casa de huéspedes en Bussum, un pueblo a 25 km de Ámsterdam, y empezó a restablecer sus contactos artísticos. Tras quedar viuda volvió a escribir su diario, que había abandonado durante su matrimonio, deseando que su hijo lo leyese algún día. Para ganar ingresos extras tradujo cuentos del francés e inglés al holandés. En 1905, y a pesar de la desaprobación de su familia, fue uno de los miembros fundadores del movimiento socialista de las mujeres.

En 1892, mientras organizaba una exposición con los trabajos de Vincent, fue severamente criticada por el artista Richard Roland Holst: 
"La señora Van Gogh es una pequeña mujer encantadora, pero  me irrita cuando alguien habla fanáticamente de un tema del que sabe aproximadamente nada, y a pesar de que está cegado por el sentimiento, todavía piensa que está adoptando una actitud estrictamente crítica. Es una babosada de niña de secundaria, nada más. [...] El trabajo que a la señora Van Gogh más le gustaría es el más grandilocuente y sentimental, el que le hizo derramar más lágrimas; olvida que su pena está convirtiendo a Vincent en un dios."

### Segundo matrimonio

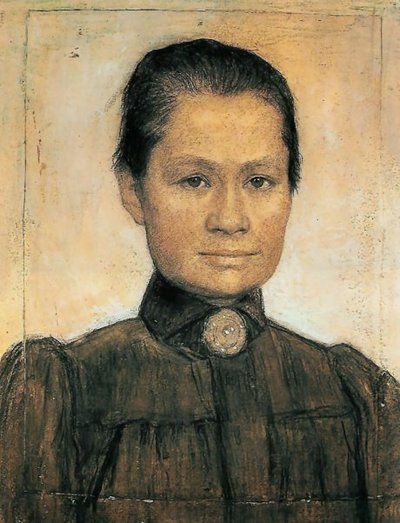
Johanna Bonger, por su segundo marido Johan Cohen Gosschalk, 1905

En agosto de 1901, Johanna se casó con Johan Cohen Gosschalk (1873–1912), un pintor holandés nacido en Ámsterdam. Volvió a enviudar en 1912. En 1914,  movió el cuerpo de Theo de Utrecht a Auvers-sur-Oise y lo enterró junto a la tumba de Vincent. Un brote de la hiedra tomada del jardín de Paul Gachet cubre ambas tumbas a día de hoy.

### Trabajo y las cartas de van Gogh
Después de la muerte de Vincent y de su marido, Johanna trabajó diligentemente para editar la correspondencia de los hermanos, produciendo el primer volumen en holandés en 1914. También jugó un rol clave en el crecimiento de la fama y la reputación de Vincent a través de donaciones de su trabajo a varias exposiciones retrospectivas tempranas. También escribió la historia de la familia Van Gogh.
Johanna van Gogh estuvo en contacto con Eugène Boch, amigo de Vincent van Gogh, a quien  ofreció la pintura El poeta, un retrato suyo realizado por van Gogh, en julio de 1891. También estuvo en contacto con Émile Bernard, quién le ayudó a divulgar las pinturas de Vincent.
El prestigio de Vincent van Gogh comenzó a extenderse en los años posteriores a su muerte; primero en los Países Bajos y Alemania y luego por toda Europa. Su amistad con su hermano más joven Theo está documentada en las numerosas cartas que intercambiaron desde agosto de 1872 en adelante. Van Gogh-Bonger publicó las cartas en tres volúmenes en 1914. Johanna inicialmente trabajó con comerciantes de arte alemanes y con los editores Paul Cassirer y su primo Bruno para organizar exposiciones de las pinturas de Van Gogh en Berlín y en 1914 para publicar el primer volumen de Las cartas a Theo.. La publicación de las cartas ayudó a extender la mística persuasiva de Vincent van Gogh, el pintor intenso y dedicado quién padeció por su arte y murió joven, por toda Europa y el resto del mundo.

## Vida más tardía
Johanna vivió en Nueva York de 1915 a 1919, año en que regresó a Ámsterdam. Murió el 2 de septiembre de 1925, a la edad de 62 años, en Laren, Países Bajos. Al momento de su muerte,  aún estaba traduciendo las cartas de Vincent al inglés. Tuvo un hijo y cuatro nietos.